# Gnophos lineata
Gnophos lineata là một loài bướm đêm trong họ Geometridae.